# Antonio Rodríguez Valdivieso
Antonio Rodríguez Valdivieso (Granada, 14 de abril de 1918 - Madrid, 28 de diciembre de 2000) fue un  pintor figurativo español durante la segunda mitad del siglo XX.

## Biografía
Empezó a pintar en 1935. Se matriculó en la Escuela de Artes y Oficios de Granada. El estallido de la Guerra Civil le obligó a interrumpir sus estudios. Retomó la pintura en 1945. En 1948 se desplazó a Madrid, exponiendo con otros cuatro artistas en la galería Buchoz hasta 1951. 
Su pintura parte del expresionismo, y evoluciona hasta el figurativismo de su madurez. Fue colaborador del arquitecto Fernández del Amo en el Plan del Instituto Nacional de Colonización, realizando varias vidrieras para iglesias de Madrid, Lérida , Huesca y Valladolid. José Hierro dijo que su pintura 

"es de serenidad y de melancolía, utilizando un reducido lenguaje cromático. La sobriedad, la reducción de la paleta a poco más que el gris, culminan una carrera artística que comenzó, hace más de cincuenta años, con violencias expresionistas y signos no figurativos. Valdivieso es de los que no se enrolan en el ejército del informalismo expresionista. Quiso más ser él mismo que un triunfador por adscripción a la moda".

Sus cuadros son piezas muy cotizadas,sobre todo el periodo comprendido entre los años 50 y 60 del siglo XX, en su etapa retratando infantes. 
Se llegó a alcanzar un precio de subasta de 485.000 £ en la subasta londinense de Shoteby’s por lienzo de 1,20 X 0,80 del infante Palmieri